# Verenigde Federatie van Planeten
Verenigde Federatie van Planeten (Engels: United Federation of Planets), kortweg ook wel de Federatie genoemd, is in de televisieserie Star Trek een fictief soort Verenigde Naties van buitenaardse culturen. Respect voor elkaar en voor andere (primitievere) culturen geldt binnen die federatie als hoogste goed. Daarnaast is hun doel het uitwisselen en delen van wetenschap (algemeen en over de Melkweg), handel en een gezamenlijke defensie. Het gebied van de Federatie beslaat een groot gedeelte in het Alfa- en Beta-kwadrant en strekt zich uit over 8000 lichtjaren.
De stichters van de Federatie waren de mensen, de Vulcans, de Andorians, en de Tellarites. Ze stichtten de Federatie in het jaar 2161. In 2273 bestond de Federatie uit 150 leden met 1000 semiautonome kolonies.
Rond 2370 (ten tijde van Star Trek: The Next Generation) is de Federatie de machtigste organisatie in het Alfa-kwadrant. Al zou de Federatie gebied kunnen winnen door bijvoorbeeld oorlog voeren, toch gebeurt dat niet. De basis van de Federatie is lidmaatschap op vrijwillige basis: dit houdt in dat alle leden van de Federatie ook daadwerkelijk met elkaar willen samenleven en -werken, anders is lidmaatschap simpelweg niet mogelijk. Enkele andere machtige organisaties (Romulaanse Rijk, Borg Collectief) geloven absoluut niet dat de verschillende rassen en organisaties goed met elkaar kunnen samenwerken. Maar juist door de diversiteit van verschillende rassen is de Federatie erg sterk.
Een opvallend gegeven dat de Verenigde Federatie van Planeten met het hedendaagse verbindt is dat hun logo erg sterk lijkt op dat van de Verenigde Naties. Het Federatielogo heeft alleen in plaats van een wereld in het midden, verschillende sterren. Ook is het donkerblauw in plaats van lichtblauw. De Grondwet van de Verenigde Federatie, een document dat officieel deel uitmaakt van de Star Trekfranchise, is een aanpassing van het Handvest van de Verenigde Naties.